# Người ngoài hành tinh bắt cóc
Người ngoài hành tinh bắt cóc, đôi khi được gọi là "kẻ bắt cóc" mô tả "trải nghiệm thực tế một cách chủ quan" về việc bị bắt cóc bí mật bởi các thực thể không phải con người (người ngoài hành tinh) và bị đem ra làm thí nghiệm về thể chất và tâm lý. Hầu hết các nhà khoa học và chuyên gia sức khỏe tâm thần giải thích những trải nghiệm này bằng các yếu tố như khả năng ám thị (ví dụ: hội chứng trí nhớ sai), bóng đè, nói dối và tâm bệnh học. Nhà điều tra hoài nghi Robert Sheaffer nhận thấy sự giống nhau giữa người ngoài hành tinh được mô tả trong các bộ phim khoa học viễn tưởng, đặc biệt là phim Invaders From Mars (1953), và một số trong số đó được báo cáo là đã thực sự bắt cóc người. Những người tuyên bố mình bị bắt cóc thường được gọi là "người bị bắt cóc" hoặc "người trải nghiệm".
Các tuyên bố điển hình liên quan đến việc kiểm tra y tế bắt buộc nhấn mạnh hệ thống sinh sản của đối tượng. Những người bị bắt cóc đôi khi tuyên bố được người ngoài hành tinh cảnh báo về việc lạm dụng môi trường và sự nguy hiểm của vũ khí hạt nhân. Nội dung của câu chuyện về vụ bắt cóc thường có vẻ thay đổi theo văn hóa quê hương của chủ thể bị nghi là bắt cóc. UFO, người ngoài hành tinh bắt cóc và thuyết âm mưu kiểm soát tâm trí cũng có thể là một phần của những câu chuyện chính trị cấp tiến về ngày tận thế và chủ nghĩa thiên niên kỷ.
Các báo cáo về hiện tượng bắt cóc đã được thực hiện trên khắp thế giới, nhưng phổ biến nhất là ở các nước nói tiếng Anh, đặc biệt là Hoa Kỳ. Vụ bắt cóc đầu tiên của người ngoài hành tinh được công bố rộng rãi là vụ bắt cóc Betty và Barney Hill vào năm 1961. Hiện tượng UFO bắt cóc đã giảm dần trong những năm qua, với tuyên bố đáng chú ý cuối cùng được đưa ra vào năm 1994.

## Tổng quan
Các nhà khoa học chính thống đã bác bỏ tuyên bố rằng hiện tượng này xảy ra theo đúng nghĩa đen như đã báo cáo. Tuy nhiên, có rất ít nghi ngờ rằng nhiều người có vẻ ổn định báo cáo các vụ sinh vật lạ bắt cóc tin rằng trải nghiệm của họ là có thật. John E. Mack, John Wilson, Rima Laibow và David Gotlib đánh giá rằng mặc dù bệnh lý tâm thần có liên quan đến một số trường hợp, nhưng hầu hết các báo cáo là từ những người bình thường, ôn hòa.
Một số báo cáo về vụ bắt cóc khá chi tiết. Toàn bộ tiểu văn hóa đã phát triển xung quanh chủ đề này, với các nhóm hỗ trợ và thần thoại chi tiết giải thích lý do các vụ bắt cóc: Những chủng tộc ngoài hành tinh khác nhau (Grey, Reptilian, "Nordic" v.v.) được cho là có vai trò, nguồn gốc và động cơ cụ thể. Chủ thể bị bắt cóc không phải lúc nào cũng cố gắng giải thích hiện tượng này, nhưng một số lại quan tâm đến việc nghiên cứu độc lập về nó và giải thích sự thiếu nhận thức sâu sắc hơn về việc vụ sinh vật lạ bắt cóc là kết quả của sự quan tâm của chính phủ hoặc người ngoài Trái Đất trong việc che đậy.

## Người bị bắt cóc
Số lượng chính xác những người bị bắt cóc là không chắc chắn. Một trong những nghiên cứu mang tính thống kê sớm nhất về các vụ bắt cóc đã tìm thấy 1.700 nhân chứng, trong khi các cuộc khảo sát tranh cãi cho rằng 5–6% dân số nói chung có thể đã bị bắt cóc.

## Tường thuật vụ bắt cóc
Nhiều nhà nghiên cứu đã ghi nhận những điểm chung trong các câu chuyện tường thuật. Theo định nghĩa của Trung tâm Nghiên cứu UFO về chủ thể bị bắt cóc, người đó chắc chắn đã bị bắt giữ trái với ý muốn của họ bởi những sinh vật không phải là con người, đưa đến một nơi đặc biệt được coi là nằm bên ngoài Trái Đất hoặc là một con tàu vũ trụ. Sau đó, họ phải trải qua việc bị kiểm tra hoặc tham gia vào một số hình thức giao tiếp với các sinh vật (hoặc cả hai). Giao tiếp có thể được coi là thần giao cách cảm hơn là bằng lời nói. Ký ức về trải nghiệm có thể có ý thức hoặc được "phục hồi" thông qua các phương tiện như thôi miên.
Mặc dù các trường hợp khác nhau khác nhau về chi tiết (đôi khi đáng kể), một số nhà nghiên cứu UFO, chẳng hạn như nhà văn hóa dân gian Thomas E. Bullard lập luận rằng có một trình tự rộng rãi, khá nhất quán và mô tả các sự kiện tạo nên "cuộc tiếp xúc cự ly gần của loại thứ tư" điển hình (một cách gọi phổ biến nhưng không chính thức được xây dựng dựa trên phân loại của J. Allen Hynek). Dù các đặc điểm nêu dưới đây thường được báo cáo, nhưng có một số bất đồng về tần suất chính xác của chúng thực sự xảy ra.
Bullard lập luận rằng hầu hết các trường hợp mô tả bắt cóc đều có các sự kiện sau. Chúng thường tuân theo trình tự được lưu ý dưới đây, mặc dù không phải tất cả các vụ bắt cóc đều có tất cả các sự kiện:
1. Bắt giữ. Người bị bắt cóc bằng cách nào đó khiến không có khả năng kháng cự, và bị đưa từ môi trường xung quanh Trái Đất lên một phi thuyền ngoài hành tinh rõ ràng.
2. Kiểm tra và Quy trình. Các thủ tục sinh lý và tâm lý xâm lấn, và đôi khi các tình huống hành vi được mô phỏng, đào tạo và kiểm tra hoặc liên lạc viên tình dục.
3. Đàm luận. Kẻ bắt cóc giao tiếp với người bị bắt cóc hoặc hướng họ tương tác với những cá nhân cụ thể cho một số mục đích, thường là ngoại cảm nhưng đôi khi sử dụng ngôn ngữ mẹ đẻ của người bị bắt cóc.
4. Du hành. Người bị bắt cóc được đưa đi tham quan tàu của những kẻ bắt giữ họ, mặc dù điều này vẫn còn gây tranh cãi bởi một số nhà nghiên cứu coi định nghĩa này là một sự nhầm lẫn của ý định khi dường như được đưa đi nhiều nơi bên trong tàu.
5. Thời gian mất tích. Người bị bắt cóc thường nhanh chóng quên đi phần lớn trải nghiệm của họ, do sợ hãi, can thiệp y tế hoặc cả hai.
6. Trở về. Người bị bắt cóc được đưa trở lại Trái Đất, đôi khi ở một địa điểm khác với nơi họ được cho là bị bắt cóc với những vết thương mới hoặc quần áo cũ nát.
7. Hiển linh. Trùng hợp với việc trở về ngay lập tức, những người bị bắt cóc có thể có một cảm giác yêu thương sâu sắc, "cao độ" tương tự như những người bị gây ra bởi một số loại thuốc hoặc một "trải nghiệm thần bí", đi kèm với cảm giác hòa nhập với Chúa, vũ trụ hoặc kẻ bắt cóc họ. Cho dù đây là kết quả của một sự thay đổi siêu hình, hội chứng Stockholm, hay sự can thiệp y tế trước đó thường không được nhân chứng xem xét kỹ lưỡng vào thời điểm đó.
8. Hậu quả. Người bị bắt cóc phải đương đầu với các tác động tâm lý, thể chất và xã hội của trải nghiệm đó.

## Các yếu tố ít phổ biến hơn
Bullard cũng nghiên cứu 300 báo cáo về hiện tượng người ngoài hành tinh bắt cóc trong nỗ lực quan sát các khía cạnh ít nổi bật của các tuyên bố. Ông ghi nhận sự xuất hiện của bốn loại sự kiện chung thường xuyên tái diễn, mặc dù không thường xuyên xảy ra theo khuôn mẫu như kiểm tra y tế. Bốn loại sự kiện này là:
1. Đàm luận
2. Du hành
3. Hành trình
4. Hiển linh

Theo trình tự thời gian trong các báo cáo về vụ bắt cóc, những đợt hiếm hơn này có xu hướng xảy ra theo thứ tự được liệt kê, giữa kiểm tra y tế và trở về.
Sau khi bị tố cáo thể hiện sự coi thường nhẫn tâm lạnh lùng đối với những người trải nghiệm vụ bắt cóc, đôi khi các thực thể sẽ thay đổi hành vi đáng kể sau khi kiểm tra y tế ban đầu hoàn thành. Họ trở nên thoải mái và hiếu khách hơn đối với những người bị giam cầm và dẫn anh ta hoặc cô ta ra khỏi địa điểm kiểm tra. Sau đó, các thực thể tổ chức một cuộc đàm luận với người trải nghiệm, trong đó họ thảo luận về những điều liên quan đến hiện tượng bắt cóc. Bullard lưu ý năm loại thảo luận chung diễn ra trong "giai đoạn" đàm luận của các câu chuyện về vụ bắt cóc được báo cáo: Một phiên thẩm vấn, phân đoạn giải thích, phân công nhiệm vụ, cảnh báo và tiên tri.
Chuyến du hành bên trong con tàu của những kẻ bắt cóc là một đặc điểm hiếm hoi nhưng lặp lại của câu chuyện về hiện tượng bắt cóc. Chuyến tham quan dường như được những kẻ bắt cóc đưa ra như một phép lịch sự để đáp lại sự thô bạo và khắc nghiệt về thể chất của cuộc kiểm tra y tế bắt buộc. Đôi khi những người bị bắt cóc báo cáo đang du hành trên một "hành trình" quay quanh Trái Đất hoặc đến những nơi có vẻ như là các hành tinh khác. Một số người bị bắt cóc thấy rằng trải nghiệm này thật kinh khủng, đặc biệt nếu người ngoài hành tinh thuộc giống loài đáng sợ hơn, hoặc nếu người bị bắt cóc đã bị khám xét và kiểm tra y tế sau rộng hơn.

## Thôi miên
Nhiều người bị sinh vật lạ bắt cóc nhớ lại phần lớn (các) vụ bắt cóc của họ thông qua thôi miên. Do việc sử dụng rộng rãi thuật thôi miên và các phương pháp khác mà họ coi là thao túng, những người hoài nghi giải thích các câu chuyện về vụ bắt cóc là những ký ức và gợi ý sai lầm.

### Chỉ trích
Người bị bắt cóc phải tìm đến các nhà trị liệu thôi miên để cố gắng giải quyết các vấn đề như khoảng thời gian mất tích hoặc các triệu chứng thể chất không giải thích được như đau cơ hoặc đau đầu. Điều này thường bao gồm hai giai đoạn, một giai đoạn thu thập thông tin, trong đó nhà thôi miên hỏi về những căn bệnh không giải thích được hoặc những hiện tượng bất thường trong cuộc sống của bệnh nhân (gây ra hoặc biến dạng của vụ bắt cóc), tiếp theo là thôi miên và hình ảnh hướng dẫn để dễ nhớ lại. Việc thu thập thông tin nâng cao khả năng các sự kiện được thảo luận sẽ được đưa vào "ký ức" về vụ bắt cóc sau này. Bảy bước được đưa ra giả thuyết để dẫn đến sự phát triển của ký ức sai lệch:
1. Một người có khuynh hướng chấp nhận ý kiến rằng một số trải nghiệm khó hiểu hoặc không thể giải thích được có thể là dấu hiệu cho biết về vụ bắt cóc của UFO.
2. Người đó tìm kiếm một nhà trị liệu, mà anh ta hoặc cô ta coi như một người có thẩm quyền và ít nhất là người có thể tiếp thu lời giải thích này và có một số quen thuộc trước đó với các báo cáo về hiện tượng bắt cóc của UFO.
3. Ngoài ra, nhà trị liệu định hình những trải nghiệm khó hiểu dưới dạng tường thuật một vụ bắt cóc.
4. Các giải thích thay thế về những trải nghiệm không được khám phá.
5. Ngày càng có nhiều cam kết đối với lời giải thích về vụ bắt cóc và ngày càng giảm lo lắng đi kèm với giảm mơ hồ.
6. Nhà trị liệu hợp pháp hóa hoặc chấp nhận trải nghiệm của người bị bắt cóc, điều này tạo thành sự củng cố tích cực bổ sung.
7. Thân chủ chấp nhận vai trò của "nạn nhân" hoặc người bị bắt cóc, vai trò này trở nên hòa nhập vào liệu pháp tâm lý và quan điểm của thân chủ về bản thân.

## Quan điểm
Đã có rất nhiều cách giải thích được đưa ra cho các hiện tượng bắt cóc, từ những đánh giá mang tính hoài nghi gay gắt, đến sự chấp nhận một cách phi lý đối với tất cả những tuyên bố của người bị bắt cóc, cho đến nhân khẩu học, và mọi thứ ở giữa. Một số người đã quyết định không cố gắng giải thích mọi thứ, thay vào đó ghi nhận những điểm tương đồng với các hiện tượng khác, hoặc chỉ đơn giản là ghi lại sự phát triển của hiện tượng người ngoài hành tinh bắt cóc.
Những người khác bị hấp dẫn bởi toàn bộ hiện tượng, nhưng do dự trong việc đưa ra bất kỳ kết luận chính xác nào. Nhà tâm thần học quá cố của Harvard John E. Mack kết luận, "Điều xa nhất bạn có thể đi vào thời điểm này là nói rằng có một bí ẩn đích thực ở đây. Và đó là, tôi nghĩ, theo chừng mực mà bất kỳ ai phải đi." (nhấn mạnh như trong bản gốc) Tuy nhiên, Mack không bị thuyết phục bởi những lời phản bác từng phần và phản bác rằng những lời giải thích hoài nghi đương nhiên cần phải "tính đến toàn bộ phạm vi hiện tượng liên quan đến trải nghiệm bắt cóc," cho đến và bao gồm "thời gian mất tích," trực tiếp nhìn thấy UFO cùng thời và xảy ra ở trẻ nhỏ.
Đặt câu hỏi về việc liệu các báo cáo bắt cóc có "thật" theo nghĩa đen và khách quan hay không, giáo sư văn học Terry Matheson lập luận rằng sự nổi tiếng và sự lôi cuốn khơi gợi trí tò mò của chúng có thể dễ dàng hiểu được. Những câu chuyện về vụ bắt cóc "thực chất là hấp dẫn; thật khó để tưởng tượng một mô tả sống động hơn về sự bất lực của con người." Sau khi trải qua cảm giác kinh hoàng thú vị mà người ta có thể cảm thấy khi đọc truyện ma hoặc xem phim kinh dị, Matheson lưu ý rằng mọi người "có thể trở về thế giới an toàn trong ngôi nhà của họ, yên lòng khi biết rằng hiện tượng được đề cập không thể xảy ra. Nhưng như vụ bắt cóc huyền thoại đã tuyên bố hầu như ngay từ đầu, không thể tránh khỏi những kẻ bắt cóc ngoài hành tinh."
Matheson viết rằng khi so sánh với các báo cáo của người tiếp xúc UFO trước đó, những câu chuyện sinh vật lạ bắt cóc được phân biệt bởi "sự tinh vi và tinh tế tương đối, điều này cho phép họ nhận được sự đón nhận thuận lợi hơn ngay lập tức từ công chúng."
Một số nhà văn cho biết trải nghiệm bắt cóc có những điểm tương đồng với những lời kể trước thế kỷ 20 về các vụ ma quỷ hiện hình, ghi nhận có tới hàng chục điểm tương đồng. Một ví dụ đáng chú ý là tu sĩ Chính Thống giáo Fr. Seraphim Rose, người đã dành cả một chương trong cuốn sách Orthodoxy and the Religion of the Future (Chính Thống giáo và Tôn giáo của tương lai) cho hiện tượng UFO và các vụ bắt cóc, theo ông, là sự hiện hình của ma quỷ.

## Lời chứng thực
Trong khi một số câu chuyện được chứng thực dường như ủng hộ thực tế theo nghĩa đen của trải nghiệm bắt cóc, những người khác dường như ủng hộ một lời giải thích tâm lý cho nguồn gốc của hiện tượng này. Jenny Randles và Keith Basterfield đều lưu ý tại hội nghị người ngoài hành tinh bắt cóc năm 1992 của MIT rằng trong số năm trường hợp họ biết về nơi một nhà nghiên cứu bắt cóc có mặt ngay khi bắt đầu trải nghiệm bắt cóc, thì người trải nghiệm "đã không đi đâu cả."
Nhà nghiên cứu người Brasil Gilda Moura có viết về một vụ tương tự, trường hợp Sueli, từ quê nhà của cô. Khi nhà tâm lý học và nhà nghiên cứu UFO Don Donderi nói rằng những trường hợp này là "bằng chứng của các quá trình tâm lý" mà chẳng "liên quan gì đến một vụ sinh vật lạ bắt cóc trên thực tế," Moura trả lời "Nếu trường hợp Sueli không phải là một vụ bắt cóc, tôi không biết đâu là một vụ bắt cóc nữa." Gilda Moura lưu ý rằng trong trường hợp Sueli của Brasil trong vụ bắt cóc đã có dịp nhìn thấy UFO. Sau đó, bà tuyên bố người trải nghiệm đã bị bỏng mắt, nhìn thấy ánh đèn và dường như có hoạt động của hiện tượng ma quỷ náo động còn sót lại.

### Nỗ lực xác nhận
Người ta đã lập luận rằng nếu những người ngoài hành tinh "bằng xương bằng thịt" thực sự đang bắt cóc con người, thì phải có một số bằng chứng chắc chắn rằng điều này đang xảy ra. Những người ủng hộ thực tế vật lý của trải nghiệm bắt cóc đã đề xuất những cách có thể xác nhận một cách hình dung các báo cáo về vụ bắt cóc.
Một quy trình được báo cáo xảy ra trong giai đoạn khám nghiệm được cho là của trải nghiệm này là việc đưa một dụng cụ kỳ lạ có cái đầu nhọn dài giống như mũi kim vào rốn của một người phụ nữ.  Một số người đã suy đoán rằng đây có thể là một hình thức nội soi. Nếu điều này là đúng, sau vụ bắt cóc sẽ có khí tự do trong bụng của phụ nữ, có thể nhìn thấy trên phim chụp X-quang. Sự hiện diện của khí tự do sẽ cực kỳ bất thường và sẽ giúp chứng minh cho tuyên bố về một số loại thủ thuật đang được thực hiện với cô ấy.

## Những vụ bắt cóc nổi tiếng
- 1956: Elizabeth Klarer (Nam Phi)
- 1957: Antonio Vilas Boas (Brasil)
- 1961: Betty và Barney Hill (Mỹ)[8]
- 1973: Vụ bắt cóc Pascagoula (Mỹ)
- 1975: Travis Walton (Mỹ)
- 1976: Vụ bắt cóc Allagash (Mỹ)
- 1978: Valentich mất tích (Úc)
- 1979: Robert Taylor (Scotland)
- 1970s–1980s: Whitley Strieber (Mỹ)
- 1994: Mạnh Chiếu Quốc (Trung Quốc)

## Nhân vật nổi bật
- Danielle Egnew
- Raymond E. Fowler
- Steven M. Greer
- Budd Hopkins
- Linda Moulton Howe
- David Icke
- David M. Jacobs
- John E. Mack
- Riley Martin
- Whitley Strieber